# Manuela Giugliano
Manuela Giugliano (Castelfranco Veneto, 18 agosto 1997) è una calciatrice italiana, centrocampista della Roma, di cui è capitana, e della nazionale italiana.
Con la nazionale under 17, nel 2014, ha conquistato il terzo posto sia al campionato europeo di categoria sia al mondiale di categoria.
Nel settembre 2024 è diventata la prima calciatrice italiana a essere candidata al Pallone d'oro femminile, piazzandosi poi al 27º posto nella classifica finale.

## Caratteristiche tecniche
È una centrocampista, inizialmente impiegata da regista davanti alla difesa, ma che in seguito è avanzata al ruolo di mezzala; ambidestra, è dotata di ottime doti tecniche, grazie a cui sopperisce a una struttura fisica non imponente, e di eccellente visione di gioco. Ha dimostrato buone capacità anche nel dribbling, nonché velocità di esecuzione, intelligenza tattica e personalità. In seguito al cambio di ruolo, anche le sue abilità di inserimento in area avversaria e nelle conclusioni sono migliorate.

## Carriera

### Club

#### I primi anni
Cresciuta in una famiglia di sportivi della provincia di Napoli, dove giocavano a calcio sia il padre (che ha militato in serie D con l'Afragolese) che il fratello, Manuela Giugliano inizia a dare i primi calci nelle giovanili miste dell'Istrana, dove gioca fino ai 13 anni, prima di trasferirsi nella sua prima squadra interamente femminile, il Barcon, esordendo in Serie C, l'allora terzo livello del campionato italiano femminile di calcio
Dopo due stagioni, nell'estate 2013 coglie l'occasione offertale dal Graphistudio Pordenone accordandosi per la stagione entrante e fare così il suo esordio in Serie A. Con la maglia nero-verde della società friulana fa il suo esordio in campionato già alla 1ª giornata, il 28 settembre, durante i minuti finali dell'incontro vinto in trasferta con il Chiasiellis 2-0, quando il tecnico Fabio Toffolo effettua il cambio con Rossella Cavallini partita titolare. Nella stessa stagione il 12 aprile 2014 marca la sua prima rete in Serie A, alla 26ª e ultima giornata di campionato, fissando il risultato al 73' sul definitivo 3-0 con le avversarie del Como 2000, condividendo con le compagne il 7º posto e conseguente agevole salvezza in campionato e gli ottavi di finale in Coppa Italia.
Nell'estate 2014 ha lasciato le friulane per approdare alla Torres.
Nell'estate 2015, a seguito della mancata iscrizione della Torres alla Serie A, Giugliano ha trovato un accordo con la società del Mozzanica per indossare la maglia biancazzurra per la stagione entrante. Con la squadra dell'omonimo centro del bergamasco gioca una sola stagione, contribuendo a mantenere per lungo tempo la prima posizione in classifica grazie anche alle sue 10 reti, su 15 presenze, siglate in campionato, seconda solo al bomber Valentina Giacinti (32 reti) che si laurea anche capocannoniere del torneo, ma che non sono sufficienti ad arginare la flessione del Mozzanica che nell'ultima parte del campionato scende al quarto posto.
Durante il calciomercato estivo 2016 l'Atlético Madrid annuncia di aver stipulato un accordo con Giugliano, prima esperienza internazionale per l'atleta veneta, che vestirà la maglia della società madrilena nella Primera División. Nel settembre 2016 lascia l'Atlético Madrid per tornare in Italia ed accasarsi all'AGSM Verona.
Sul finire di luglio 2017 ha trovato un accordo con il Brescia per la stagione 2017-2018.
Dopo l'esperienza nella società bresciana, la calciatrice viene ingaggiata dalla società rossonera del Milan il 10 luglio 2018. Anche a Milano rimane una sola stagione.

#### Roma
Nell'estate 2019 alla Roma, altra squadra di Serie A. Al secondo anno in giallorosso conquista il suo primo grande trofeo, la Coppa Italia 2020-2021 battendo la Juventus in semifinale ed il Milan ai calci di rigore dopo lo 0-0 in finale (suo il primo gol dal dischetto).
Nella stagione 2022-2023, Giugliano disputa la UEFA Women's Champions League, in cui la Roma ha fatto il suo esordio assoluto nelle coppe europee, centrando infine una storica qualificazione ai quarti di finale, prima di essere eliminata per mano del Barcellona. Inoltre, contribuisce alla vittoria della Supercoppa italiana e del campionato, primo titolo nazionale nella storia della Roma.
Dopo essere diventata vice-capitana del club giallorosso, nel novembre del 2023, vince il premio AIC come calciatrice del mese, per merito delle sue prestazioni nella prima parte della stagione. Il mese seguente, rinnova il proprio contratto con la Roma fino al 30 giugno 2028. Al termine dell'annata 2023-2024, viene nominata miglior giocatrice del torneo, lungo cui ha collezionato 10 reti e sette assist in 25 partite.
Il 4 settembre 2024 viene inserita nella lista delle trenta candidate al Pallone d'oro femminile, diventando la prima calciatrice italiana nella storia a ricevere tale nomina. Come comunicato il 28 ottobre seguente, durante la cerimonia di premiazione, conclude al 27º posto nella classifica finale.

### Nazionale

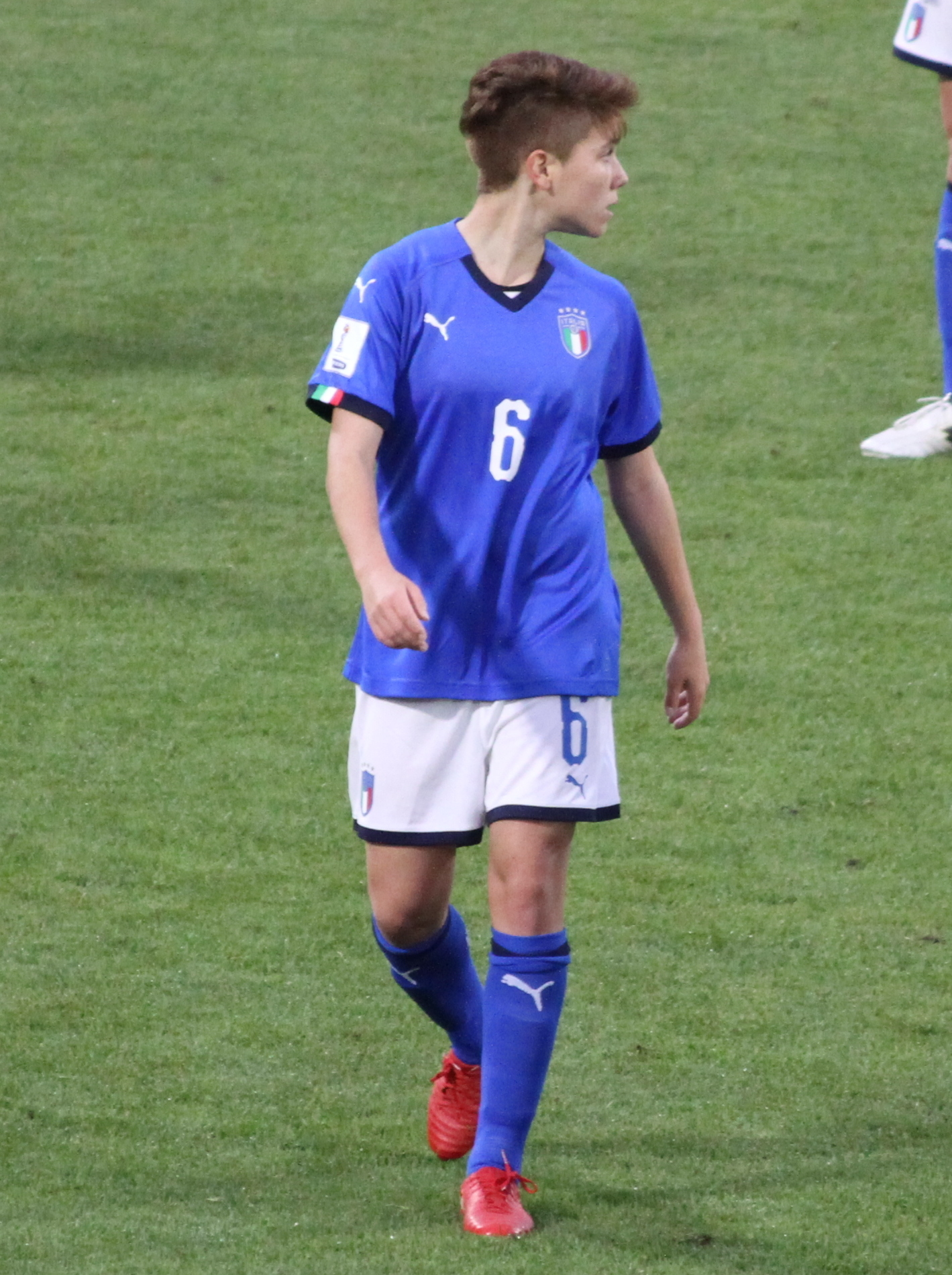
Giugliano durante la partita Italia- Belgio (2-1) del 2019

Nell'estate 2012 è tra le 25 atlete convocate dal Coordinatore delle Nazionali Giovanili femminili Corrado Corradini nel raduno di Norcia che permetterà allo staff tecnico guidato dall'allenatore Enrico Sbardella di scegliere la formazione che affronterà le qualificazioni al Campionato europeo 2013 di categoria, dove le Azzurrine, inserite nel Gruppo 2, dovranno cimentarsi con le nazionali pari età di Inghilterra, Irlanda del Nord ed Israele. In maglia azzurra fa il suo esordio a Belfast il 10 settembre 2012, nella partita vinta dall'Italia per 5 a 0 su Israele con doppietta sua, di Francesca Pittaccio ed autogol dell'israeliana Shahar Nakav.
Nel 2014 viene selezionata per rappresentare l'Italia nella formazione Under-19 alle qualificazioni per l'Europeo 2015 di categoria. Il debutto avviene al Şehir Stadium di İnegöl, Turchia, il 13 settembre 2014, in occasione della partita giocata contro le pari età della Nazionale turca e vinta dalle Azzurrine per 1-0 con gol siglato dalla stessa Giugliano al 59'.
Nel 2015 il commissario tecnico Antonio Cabrini la chiama a vestire la maglia della nazionale maggiore, inserendola in rosa nella formazione che affronta le qualificazioni al campionato europeo 2017. Il suo debutto in una competizione UEFA avviene il 18 settembre 2015 allo stadio Alberto Picco di La Spezia, quando scende in campo da titolare nella partita vinta per 6-1 sulla Georgia, siglando nell'occasione la rete del parziale 2-1 al 23', incontro poi terminato 6-1 per le Azzurre. Nel novembre 2016 viene inserita da Antonio Cabrini nella lista delle giocatrici convocate per il Torneo Internazionale Manaus 2016, in programma dal 7 al 18 dicembre 2016.
Fa parte delle 23 calciatrici convocate dal commissario tecnico Milena Bertolini per il campionato mondiale di Francia 2019, che vede la squadra italiana di nuovo alla fase finale dopo vent'anni di assenza e che si conclude con una storica qualificazione ai quarti di finale dopo aver superato un ostico girone che includeva Brasile ed Australia, proprio a spese di quest'ultima.
Ormai punto fisso della nazionale, anche se non sempre partendo da titolare, partecipa anche al campionato europeo 2022, che l'Italia conclude all'ultimo posto nel proprio girone con un solo punto (grazie al pareggio per 1-1 con l'Islanda), venendo quindi eliminata al primo turno.

## Statistiche

### Presenze e reti nei club
Statistiche aggiornate al 17 maggio 2025.
| Stagione        | Squadra         | Campionato      | Campionato | Campionato | Coppe nazionali | Coppe nazionali | Coppe nazionali | Coppe internazionali | Coppe internazionali | Coppe internazionali | Altre coppe | Altre coppe | Altre coppe | Totale | Totale |
| Stagione        | Squadra         | Comp            | Pres       | Reti       | Comp            | Pres            | Reti            | Comp                 | Pres                 | Reti                 | Comp        | Pres        | Reti        | Pres   | Reti   |
| --------------- | --------------- | --------------- | ---------- | ---------- | --------------- | --------------- | --------------- | -------------------- | -------------------- | -------------------- | ----------- | ----------- | ----------- | ------ | ------ |
| 2013-2014       | Pordenone       | A               | 16         | 1          | CI              | ?               | ?               | -                    | -                    | -                    | -           | -           | -           | 16+    | 1+     |
| 2014-2015       | Torres          | A               | 23         | 3          | CI              | 2               | 1               | UWCL                 | 3                    | 0                    | -           | -           | -           | 28     | 4      |
| 2015-2016       | Mozzanica       | A               | 15         | 10         | CI              | 3               | 1               | -                    | -                    | -                    | -           | -           | -           | 18     | 11     |
| 2016-2017       | Atlético Madrid | PD              | 0          | 0          | -               | -               | -               | UWCL                 | 0                    | 0                    | -           | -           | -           | 0      | 0      |
| 2016-2017       | AGSM Verona     | A               | 21         | 15         | CI              | 3               | 2               | UWCL                 | 1                    | 0                    | SI          | 1           | 0           | 26     | 17     |
| 2017-2018       | Brescia         | A               | 21+1       | 3          | CI              | 6               | 0               | UWCL                 | 4                    | 0                    | SI          | 1           | 0           | 33     | 3      |
| 2018-2019       | Milan           | A               | 20         | 3          | CI              | 4               | 3               | -                    | -                    | -                    | -           | -           | -           | 24     | 6      |
| 2019-2020       | Roma            | A               | 12         | 2          | CI              | 1               | 0               | -                    | -                    | -                    | -           | -           | -           | 13     | 2      |
| 2020-2021       | Roma            | A               | 21         | 4          | CI              | 6               | 1               | -                    | -                    | -                    | SI          | 1           | 0           | 28     | 5      |
| 2021-2022       | Roma            | A               | 19         | 4          | CI              | 6               | 2               | -                    | -                    | -                    | SI          | 1           | 0           | 26     | 6      |
| 2022-2023       | Roma            | A               | 23         | 6          | CI              | 5               | 1               | UWCL                 | 12                   | 3                    | SI          | 1           | 0           | 41     | 10     |
| 2023-2024       | Roma            | A               | 25         | 10         | CI              | 5               | 1               | UWCL                 | 8                    | 5                    | SI          | 1           | 0           | 39     | 16     |
| 2024-2025       | Roma            | A               | 27         | 13         | CI              | 4               | 0               | UWCL                 | 8                    | 3                    | SI          | 1           | 0           | 40     | 16     |
| Totale Roma     | Totale Roma     | Totale Roma     | 127        | 39         |                 | 27              | 5               |                      | 28                   | 11                   |             | 5           | 0           | 187    | 55     |
| Totale carriera | Totale carriera | Totale carriera | 244        | 73         |                 | 45+             | 12+             |                      | 36                   | 11                   |             | 7           | 0           | 332+   | 97+    |

### Cronologia presenze e reti in nazionale
| Cronologia completa delle presenze e delle reti in nazionale ― Italia | Cronologia completa delle presenze e delle reti in nazionale ― Italia | Cronologia completa delle presenze e delle reti in nazionale ― Italia | Cronologia completa delle presenze e delle reti in nazionale ― Italia | Cronologia completa delle presenze e delle reti in nazionale ― Italia | Cronologia completa delle presenze e delle reti in nazionale ― Italia | Cronologia completa delle presenze e delle reti in nazionale ― Italia | Cronologia completa delle presenze e delle reti in nazionale ― Italia |
| Data                                                                  | Città                                                                 | In casa                                                               | Risultato                                                             | Ospiti                                                                | Competizione                                                          | Reti                                                                  | Note                                                                  |
| --------------------------------------------------------------------- | --------------------------------------------------------------------- | --------------------------------------------------------------------- | --------------------------------------------------------------------- | --------------------------------------------------------------------- | --------------------------------------------------------------------- | --------------------------------------------------------------------- | --------------------------------------------------------------------- |
| 25-10-2014                                                            | Rieti                                                                 | Italia                                                                | 2 – 1                                                                 | Ucraina                                                               | Qual. Mondiali 2015 - semifinale play-off UEFA                        | -                                                                     | 72’                                                                   |
| 28-5-2015                                                             | Nagano                                                                | Giappone                                                              | 1 – 0                                                                 | Italia                                                                | Amichevole                                                            | -                                                                     | 67’                                                                   |
| 18-9-2015                                                             | La Spezia                                                             | Italia                                                                | 6 – 1                                                                 | Georgia                                                               | Qual. Euro 2017                                                       | 1                                                                     |                                                                       |
| 24-10-2015                                                            | Cesena                                                                | Italia                                                                | 0 – 3                                                                 | Svizzera                                                              | Qual. Euro 2017                                                       | -                                                                     | 76’                                                                   |
| 27-10-2015                                                            | Chomutov                                                              | Rep. Ceca                                                             | 0 – 3                                                                 | Italia                                                                | Qual. Euro 2017                                                       | -                                                                     | 46’                                                                   |
| 3-12-2015                                                             | Guiyang                                                               | Cina                                                                  | 1 – 1                                                                 | Italia                                                                | Amichevole                                                            | -                                                                     | 73’                                                                   |
| 6-3-2017                                                              | Larnaca                                                               | Svizzera                                                              | 6 – 0                                                                 | Italia                                                                | Cyprus Cup 2017 - 1º turno                                            | -                                                                     | 55’                                                                   |
| 8-3-2017                                                              | Larnaca                                                               | Italia                                                                | 6 – 2                                                                 | Rep. Ceca                                                             | Cyprus Cup 2017 - finale 10º/11º posto                                | 1                                                                     | 46’                                                                   |
| 17-7-2017                                                             | Rotterdam                                                             | Italia                                                                | 1 – 2                                                                 | Russia                                                                | Euro 2017 - 1º turno                                                  | -                                                                     |                                                                       |
| 25-7-2017                                                             | Doetinchem                                                            | Svezia                                                                | 2 – 3                                                                 | Italia                                                                | Euro 2017 - 1º turno                                                  | -                                                                     | 60’                                                                   |
| 15-9-2017                                                             | La Spezia                                                             | Italia                                                                | 5 – 0                                                                 | Moldavia                                                              | Qual. Mondiali 2019                                                   | -                                                                     | 46’                                                                   |
| 28-11-2017                                                            | Estoril                                                               | Portogallo                                                            | 0 – 1                                                                 | Italia                                                                | Qual. Mondiali 2019                                                   | -                                                                     | 77’                                                                   |
| 28-2-2018                                                             | Larnaca                                                               | Italia                                                                | 3 – 0                                                                 | Svizzera                                                              | Cyprus Cup 2018 - 1º turno                                            | -                                                                     | 74’                                                                   |
| 2-3-2018                                                              | Larnaca                                                               | Italia                                                                | 3 – 0                                                                 | Galles                                                                | Cyprus Cup 2018 - 1º turno                                            | -                                                                     |                                                                       |
| 5-3-2018                                                              | Larnaca                                                               | Italia                                                                | 2 – 2                                                                 | Finlandia                                                             | Cyprus Cup 2018 - 1º turno                                            | 1                                                                     | 59’                                                                   |
| 7-3-2018                                                              | Larnaca                                                               | Spagna                                                                | 2 – 0                                                                 | Italia                                                                | Cyprus Cup 2018 - Finale                                              | -                                                                     | 46’                                                                   |
| 6-4-2018                                                              | Chișinău                                                              | Moldavia                                                              | 1 – 3                                                                 | Italia                                                                | Qual. Mondiali 2019                                                   | -                                                                     | 70’                                                                   |
| 10-4-2018                                                             | Ferrara                                                               | Italia                                                                | 2 – 1                                                                 | Belgio                                                                | Qual. Mondiali 2019                                                   | -                                                                     |                                                                       |
| 8-6-2018                                                              | Firenze                                                               | Italia                                                                | 3 – 0                                                                 | Portogallo                                                            | Qual. Mondiali 2019                                                   | -                                                                     | 77’                                                                   |
| 4-9-2018                                                              | Lovanio                                                               | Belgio                                                                | 2 – 1                                                                 | Italia                                                                | Qual. Mondiali 2019                                                   | -                                                                     |                                                                       |
| 9-10-2018                                                             | Cremona                                                               | Italia                                                                | 1 – 0                                                                 | Svezia                                                                | Amichevole                                                            | -                                                                     |                                                                       |
| 10-11-2018                                                            | Osnabrück                                                             | Germania                                                              | 5 – 2                                                                 | Italia                                                                | Amichevole                                                            | -                                                                     | 61’                                                                   |
| 18-1-2019                                                             | Empoli                                                                | Italia                                                                | 2 – 1                                                                 | Cile                                                                  | Amichevole                                                            | -                                                                     | 46’                                                                   |
| 22-1-2019                                                             | Cesena                                                                | Italia                                                                | 2 – 0                                                                 | Galles                                                                | Amichevole                                                            | -                                                                     |                                                                       |
| 27-2-2019                                                             | Larnaca                                                               | Italia                                                                | 5 – 0                                                                 | Messico                                                               | Cyprus Cup 2019 - 1º turno                                            | -                                                                     | 76’                                                                   |
| 4-3-2019                                                              | Larnaca                                                               | Italia                                                                | 4 – 1                                                                 | Thailandia                                                            | Cyprus Cup 2019 - 1º turno                                            | -                                                                     | 64’                                                                   |
| 6-3-2019                                                              | Larnaca                                                               | Corea del Nord                                                        | 3 – 3 dts (7 - 6 dtr)                                                 | Italia                                                                | Cyprus Cup 2019 - Finale                                              | -                                                                     |                                                                       |
| 5-4-2019                                                              | Lublino                                                               | Polonia                                                               | 1 – 1                                                                 | Italia                                                                | Amichevole                                                            | -                                                                     | 74’                                                                   |
| 9-4-2019                                                              | Reggio Emilia                                                         | Italia                                                                | 2 – 1                                                                 | Irlanda                                                               | Amichevole                                                            | -                                                                     | 63’                                                                   |
| 29-5-2019                                                             | Ferrara                                                               | Italia                                                                | 3 – 1                                                                 | Svizzera                                                              | Amichevole                                                            | -                                                                     |                                                                       |
| 9-6-2019                                                              | Valenciennes                                                          | Australia                                                             | 1 – 2                                                                 | Italia                                                                | Mondiali 2019 - 1º turno                                              | -                                                                     |                                                                       |
| 14-6-2019                                                             | Reims                                                                 | Giamaica                                                              | 0 – 5                                                                 | Italia                                                                | Mondiali 2019 - 1º turno                                              | -                                                                     |                                                                       |
| 18-6-2019                                                             | Valenciennes                                                          | Italia                                                                | 0 – 1                                                                 | Brasile                                                               | Mondiali 2019 - 1º turno                                              | -                                                                     |                                                                       |
| 25-6-2019                                                             | Montpellier                                                           | Italia                                                                | 2 – 0                                                                 | Cina                                                                  | Mondiali 2019 - Ottavi di finale                                      | -                                                                     |                                                                       |
| 29-6-2019                                                             | Valenciennes                                                          | Italia                                                                | 0 – 2                                                                 | Paesi Bassi                                                           | Mondiali 2019 - Quarti di finale                                      | -                                                                     |                                                                       |
| 29-8-2019                                                             | Ramat Gan                                                             | Israele                                                               | 2 – 3                                                                 | Italia                                                                | Qual. Euro 2022                                                       | -                                                                     |                                                                       |
| 3-9-2019                                                              | Tbilisi                                                               | Georgia                                                               | 0 – 1                                                                 | Italia                                                                | Qual. Euro 2022                                                       | -                                                                     |                                                                       |
| 4-10-2019                                                             | Ta' Qali                                                              | Malta                                                                 | 0 – 2                                                                 | Italia                                                                | Qual. Euro 2022                                                       | -                                                                     |                                                                       |
| 8-10-2019                                                             | Palermo                                                               | Italia                                                                | 2 – 0                                                                 | Bosnia ed Erzegovina                                                  | Qual. Euro 2022                                                       | 1                                                                     | 64’                                                                   |
| 8-11-2019                                                             | Benevento                                                             | Italia                                                                | 6 – 0                                                                 | Georgia                                                               | Qual. Euro 2022                                                       | -                                                                     |                                                                       |
| 12-11-2019                                                            | Castel di Sangro                                                      | Italia                                                                | 5 – 0                                                                 | Malta                                                                 | Qual. Euro 2022                                                       | 1                                                                     | 7’, 71’                                                               |
| 27-10-2020                                                            | Empoli                                                                | Italia                                                                | 1 – 3                                                                 | Danimarca                                                             | Qual. Euro 2022                                                       | -                                                                     |                                                                       |
| 1-12-2020                                                             | Viborg                                                                | Danimarca                                                             | 0 – 0                                                                 | Italia                                                                | Qual. Euro 2022                                                       | -                                                                     |                                                                       |
| 24-2-2021                                                             | Firenze                                                               | Italia                                                                | 12 – 0                                                                | Israele                                                               | Qual. Euro 2022                                                       | 1                                                                     |                                                                       |
| 13-4-2021                                                             | Firenze                                                               | Italia                                                                | 1 – 1                                                                 | Islanda                                                               | Amichevole                                                            | -                                                                     |                                                                       |
| 10-6-2021                                                             | Ferrara                                                               | Italia                                                                | 1 – 0                                                                 | Paesi Bassi                                                           | Amichevole                                                            | -                                                                     | 75’                                                                   |
| 14-6-2021                                                             | Wiener Neustadt                                                       | Austria                                                               | 2 – 3                                                                 | Italia                                                                | Amichevole                                                            | -                                                                     | 46’ 90’                                                               |
| 17-9-2021                                                             | Trieste                                                               | Italia                                                                | 3 – 0                                                                 | Moldavia                                                              | Qual. Mondiali 2023                                                   | -                                                                     | 81’                                                                   |
| 26-11-2021                                                            | Palermo                                                               | Italia                                                                | 1 – 2                                                                 | Svizzera                                                              | Qual. Mondiali 2023                                                   | -                                                                     | 50’                                                                   |
| 30-11-2021                                                            | Mogoșoaia                                                             | Romania                                                               | 0 – 5                                                                 | Italia                                                                | Qual. Mondiali 2023                                                   | -                                                                     | 76’                                                                   |
| 16-2-2022                                                             | Lagos                                                                 | Danimarca                                                             | 0 – 1                                                                 | Italia                                                                | Algarve Cup 2022 - 1º turno                                           | -                                                                     |                                                                       |
| 20-2-2022                                                             | Faro                                                                  | Italia                                                                | 2 – 1                                                                 | Norvegia                                                              | Algarve Cup 2022 - 1º turno                                           | -                                                                     | 78’                                                                   |
| 23-2-2022                                                             | Lagos                                                                 | Svezia                                                                | 1 – 1 (6 - 5 dtr)                                                     | Italia                                                                | Algarve Cup 2022 - Finale                                             | -                                                                     | 56’                                                                   |
| 8-4-2022                                                              | Parma                                                                 | Italia                                                                | 7 – 0                                                                 | Lituania                                                              | Qual. Mondiali 2023                                                   | -                                                                     |                                                                       |
| 12-4-2022                                                             | Thun                                                                  | Svizzera                                                              | 0 – 1                                                                 | Italia                                                                | Qual. Mondiali 2023                                                   | -                                                                     | 64’ 76’                                                               |
| 1-7-2022                                                              | Castel di Sangro                                                      | Italia                                                                | 1 – 1                                                                 | Spagna                                                                | Amichevole                                                            | -                                                                     | 73’                                                                   |
| 10-7-2022                                                             | Rotherham                                                             | Francia                                                               | 5 – 1                                                                 | Italia                                                                | Euro 2022 - Fase a gironi                                             | -                                                                     | 46’                                                                   |
| 18-7-2022                                                             | Manchester                                                            | Italia                                                                | 0 – 1                                                                 | Belgio                                                                | Euro 2022 - Fase a gironi                                             | -                                                                     |                                                                       |
| 2-9-2022                                                              | Chișinău                                                              | Moldavia                                                              | 0 – 8                                                                 | Italia                                                                | Qual. Mondiali 2023                                                   | 1                                                                     | 46’                                                                   |
| 6-9-2022                                                              | Ferrara                                                               | Italia                                                                | 2 – 0                                                                 | Romania                                                               | Qual. Mondiali 2023                                                   | -                                                                     |                                                                       |
| 11-11-2022                                                            | Lignano Sabbiadoro                                                    | Italia                                                                | 0 – 1                                                                 | Austria                                                               | Amichevole                                                            | -                                                                     | 54’                                                                   |
| 15-11-2022                                                            | Belfast                                                               | Irlanda del Nord                                                      | 1 – 0                                                                 | Italia                                                                | Amichevole                                                            | -                                                                     |                                                                       |
| 16-2-2023                                                             | Milton Keynes                                                         | Italia                                                                | 1 – 2                                                                 | Belgio                                                                | Arnold Clark Cup 2023                                                 | 1                                                                     | 60’                                                                   |
| 19-2-2023                                                             | Coventry                                                              | Inghilterra                                                           | 2 – 1                                                                 | Italia                                                                | Arnold Clark Cup 2023                                                 | -                                                                     |                                                                       |
| 22-2-2023                                                             | Bristol                                                               | Corea del Sud                                                         | 1 – 2                                                                 | Italia                                                                | Arnold Clark Cup 2023                                                 | -                                                                     | 85’                                                                   |
| 11-4-2023                                                             | Roma                                                                  | Italia                                                                | 2 – 1                                                                 | Colombia                                                              | Amichevole                                                            | -                                                                     |                                                                       |
| 1-7-2023                                                              | Ferrara                                                               | Italia                                                                | 0 – 0                                                                 | Marocco                                                               | Amichevole                                                            | -                                                                     | 75’                                                                   |
| 14-7-2023                                                             | Auckland                                                              | Nuova Zelanda                                                         | 0 – 1                                                                 | Italia                                                                | Amichevole                                                            | -                                                                     | 65’                                                                   |
| 24-7-2023                                                             | Auckland                                                              | Italia                                                                | 1 – 0                                                                 | Argentina                                                             | Mondiali 2023 - Fase a gironi                                         | -                                                                     |                                                                       |
| 29-7-2023                                                             | Wellington                                                            | Svezia                                                                | 5 – 0                                                                 | Italia                                                                | Mondiali 2023 - Fase a gironi                                         | -                                                                     |                                                                       |
| 2-8-2023                                                              | Wellington                                                            | Sudafrica                                                             | 3 – 2                                                                 | Italia                                                                | Mondiali 2023 - Fase a gironi                                         | -                                                                     |                                                                       |
| 22-9-2023                                                             | San Gallo                                                             | Svizzera                                                              | 0 – 1                                                                 | Italia                                                                | UEFA Women's Nations League 2023-2024 - Fase a gironi                 | -                                                                     | 41’ 78’                                                               |
| 26-9-2023                                                             | Castel di Sangro                                                      | Italia                                                                | 0 – 1                                                                 | Svezia                                                                | UEFA Women's Nations League 2023-2024 - Fase a gironi                 | -                                                                     | 59’                                                                   |
| 31-10-2023                                                            | Malmö                                                                 | Svezia                                                                | 1 – 1                                                                 | Italia                                                                | UEFA Women's Nations League 2023-2024 - Fase a gironi                 | -                                                                     |                                                                       |
| 1-12-2023                                                             | Pontevedra                                                            | Spagna                                                                | 2 – 3                                                                 | Italia                                                                | UEFA Women's Nations League 2023-2024 - Fase a gironi                 | -                                                                     | 70’                                                                   |
| 5-12-2023                                                             | Parma                                                                 | Italia                                                                | 3 – 0                                                                 | Svizzera                                                              | UEFA Women's Nations League 2023-2024 - Fase a gironi                 | 1                                                                     | 66’                                                                   |
| 5-4-2024                                                              | Cosenza                                                               | Italia                                                                | 2 – 0                                                                 | Paesi Bassi                                                           | Qual. Euro 2025                                                       | -                                                                     |                                                                       |
| 9-4-2024                                                              | Helsinki                                                              | Finlandia                                                             | 2 – 1                                                                 | Italia                                                                | Qual. Euro 2025                                                       | -                                                                     | 80’                                                                   |
| 31-5-2024                                                             | Oslo                                                                  | Norvegia                                                              | 0 – 0                                                                 | Italia                                                                | Qual. Euro 2025                                                       | -                                                                     | 79’                                                                   |
| 4-6-2024                                                              | Ferrara                                                               | Italia                                                                | 1 – 1                                                                 | Norvegia                                                              | Qual. Euro 2025                                                       | 1                                                                     |                                                                       |
| 12-7-2024                                                             | Sittard                                                               | Paesi Bassi                                                           | 0 – 0                                                                 | Italia                                                                | Qual. Euro 2025                                                       | -                                                                     | 11’ 84’                                                               |
| 16-7-2024                                                             | Bolzano                                                               | Italia                                                                | 4 – 0                                                                 | Finlandia                                                             | Qual. Euro 2025                                                       | 1                                                                     | 65’                                                                   |
| 29-10-2024                                                            | Vicenza                                                               | Italia                                                                | 1 – 1                                                                 | Spagna                                                                | Amichevole                                                            | -                                                                     |                                                                       |
| 2-12-2024                                                             | Bochum                                                                | Germania                                                              | 1 – 2                                                                 | Italia                                                                | Amichevole                                                            | -                                                                     | 78’                                                                   |
| 21-2-2025                                                             | Monza                                                                 | Italia                                                                | 1 – 0                                                                 | Galles                                                                | UEFA Women's Nations League 2025 - Fase a gironi                      | -                                                                     |                                                                       |
| 25-2-2025                                                             | La Spezia                                                             | Italia                                                                | 1 – 3                                                                 | Danimarca                                                             | UEFA Women's Nations League 2025 - Fase a gironi                      | -                                                                     |                                                                       |
| 4-4-2025                                                              | Solna                                                                 | Svezia                                                                | 3 – 2                                                                 | Italia                                                                | UEFA Women's Nations League 2025 - Fase a gironi                      | -                                                                     | 71’                                                                   |
| 8-4-2025                                                              | Herning                                                               | Danimarca                                                             | 0 – 3                                                                 | Italia                                                                | UEFA Women's Nations League 2025 - Fase a gironi                      | -                                                                     | 76’                                                                   |
| 30-5-2025                                                             | Parma                                                                 | Italia                                                                | 0 – 0                                                                 | Svezia                                                                | UEFA Women's Nations League 2025 - Fase a gironi                      | -                                                                     | 84’                                                                   |
| 3-6-2025                                                              | Swansea                                                               | Galles                                                                | 1 – 4                                                                 | Italia                                                                | UEFA Women's Nations League 2025 - Fase a gironi                      | -                                                                     |                                                                       |
| 3-7-2025                                                              | Sion                                                                  | Belgio                                                                | 0 – 1                                                                 | Italia                                                                | Euro 2025 - Fase a gironi                                             | -                                                                     | 54’                                                                   |
| 7-7-2025                                                              | Ginevra                                                               | Portogallo                                                            | 1 – 1                                                                 | Italia                                                                | Euro 2025 - Fase a gironi                                             | -                                                                     | 40’ 59’                                                               |
| 11-7-2025                                                             | Berna                                                                 | Italia                                                                | 1 – 3                                                                 | Spagna                                                                | Euro 2025 - Fase a gironi                                             | -                                                                     | 76’                                                                   |
| 16-7-2025                                                             | Ginevra                                                               | Norvegia                                                              | 1 – 2                                                                 | Italia                                                                | Euro 2025 - Quarti di finale                                          | -                                                                     |                                                                       |
| 22-7-2025                                                             | Ginevra                                                               | Inghilterra                                                           | 2 – 1 dts                                                             | Italia                                                                | Euro 2025 - Semifinali                                                | -                                                                     | 89’                                                                   |
| Totale                                                                |                                                                       | Presenze                                                              | 95                                                                    |                                                                       | Reti                                                                  | 11                                                                    |                                                                       |

## Palmarès

### Club
- Supercoppa italiana: 3

Brescia: 2017
Roma: 2022, 2024
- Coppa Italia: 2

Roma: 2020-2021, 2023-2024
- Campionato italiano: 2

Roma: 2022-2023, 2023-2024

### Individuale
- Pallone Azzurro: 1

2015
- Gran Galà del calcio AIC: 4

Calciatrice dell'anno: 2019
Squadra dell'anno: 2019, 2020, 2021
Gol dell'anno: 2023
- Premio Bulgarelli Number 8: 1

Miglior calciatrice Serie A femminile: 2021-2022
- Miglior calciatrice della Serie A: 1

2023-2024

## Riconoscimenti
Nel 2023 la rivista inglese The Guardian ha collocato Manuela Giugliano in 74ª posizione nella classifica delle 100 migliori giocatrici al mondo; nel 2024 è passata al 54ª posto.
Sempre nel 2024 si è classifica al sesto posto nella speciale classifica delle women's world best playmaker, stilata dall'IFFHS.